# Aulacorhynchus prasinus
O tucaninho-esmeralda (Aulacorhynchus prasinus) é uma espécie de ave piciforme da família dos tucanos. Encontra-se desde o México até a Nicarágua. 